# Patrick von Siebenthal
Patrick von Siebenthal (2 agosto 2001) è uno sciatore alpino svizzero.

## Biografia
Attivo dall'ottobre del 2017, von Siebenthal ha esordito in Coppa Europa il 2 dicembre 2021 a Zinal in slalom gigante, senza completare la prova; non ha debuttato in Coppa del Mondo e non ha preso parte a rassegne olimpiche o iridate.

## Palmarès

### Campionati svizzeri
- 1 medaglia:
  - 1 argento (combinata nel 2020)